# Cordierita

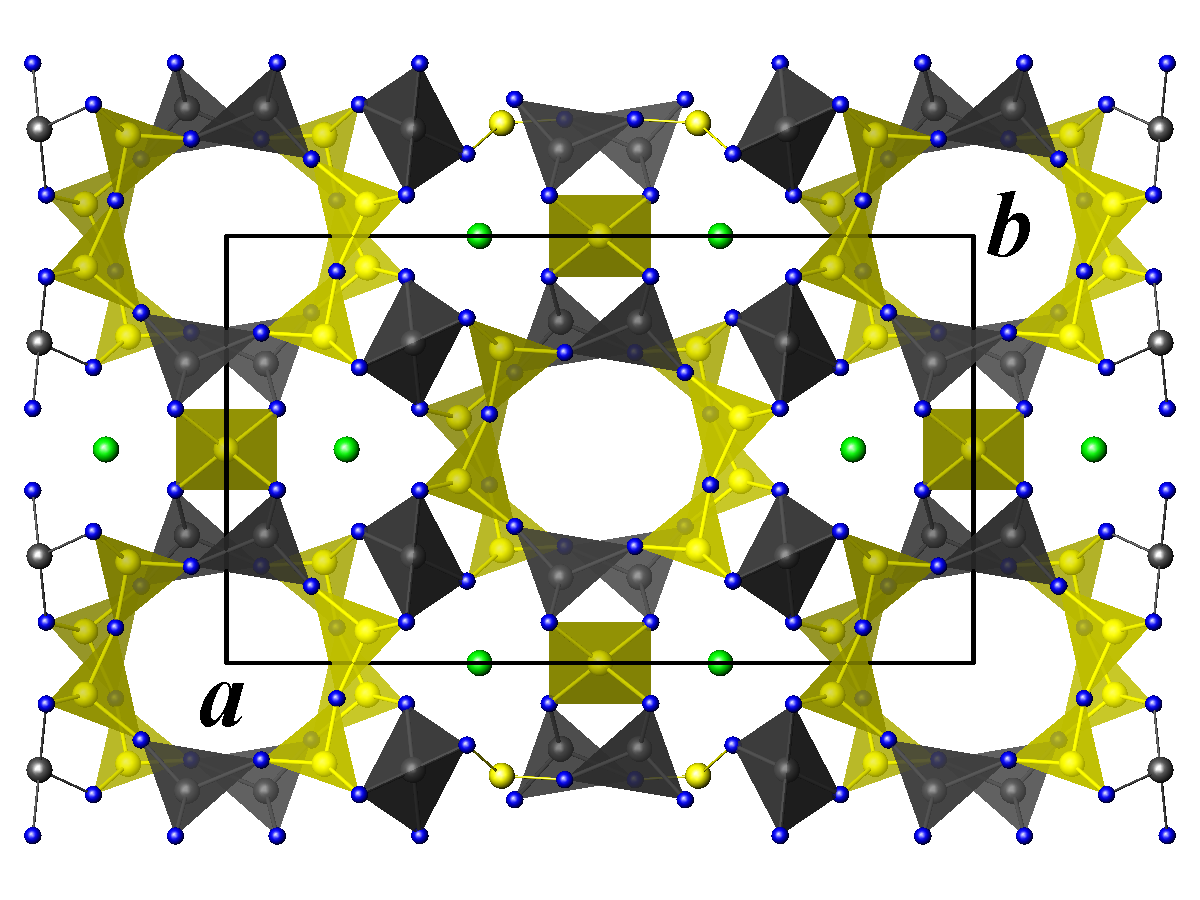
Estructura cristal·lina de la cordierita

La cordierita és un mineral de la classe dels silicats. És un ciclosilicat de ferro, magnesi i alumini, amb fórmula: (Mg‚Fe)₂Al₄Si₅O₁₈ on poden haver-hi proporcions variables entre ferro i magnesi. Existeix una solució sòlida entre la cordierita rica en ferro (sekaninaïta) i la cordierita rica en magnesi. La indialita és el seu polimorf d'alta temperatura, la qual és isoestructural amb el beril.

## Característiques
Segons la classificació de Nickel-Strunz, la cordierita pertany a «09.CJ - Ciclosilicats amb enllaços senzills de 6 [Si₆O18]12- (sechser-Einfachringe), sense anions complexos aïllats» juntament amb els següents minerals: bazzita, beril, indialita, stoppaniïta, sekaninaïta, combeïta, imandrita, kazakovita, koashvita, lovozerita, tisinalita, zirsinalita, litvinskita, kapustinita, baratovita, katayamalita, aleksandrovita, dioptasa, kostylevita, petarasita, gerenita-(Y), odintsovita, mathewrogersita i pezzottaïta.

## Nom i descobriment
La cordierita va ser descoberta l'any 1812, i va ser anomenada així pel mineralogista francès Louis Cordier (1777–1861).

## Localització
La cordierita se sol trobar en roques argíl·liques que hagin patit un metamorfisme regional o de contacte. és especialment freqüent en corneanes a partir de metamorfisme en roques pel·lítiques. Hi ha dos tipus d'associacions minerals on apareix la cordierita:
1. sil·limanita - cordierita - espinel·la
2. cordierita - espinel·la - plagiòclasi - ortopiroxè

També es pot trobar associada amb altres minerals com els granats o l'antofil·lita. La cordierita també es troba en alguns granits, pegmatites, norites i roques formades a partir de magmes grabroics. Com a productes d'alteració s'hi troben les miques, la clorita i el talc

## Varietat gemma
La varietat iolita és una varietat de color blau a violeta que sovint s'empra com a gemma. El terme iolita prové del grec i significa color lila. Un altre nom antic és dichroïta, que en grec significa roca de dos colors, en referència al seu marcat pleocroisme. També s'ha anomenat safir d'aigua i brúixola dels vikings, ja que els vikings l'utilitzaven com a brúixola. Això es feia determinant la direcció de les ones polaritzades de la llum. A partir dels angles de la llum amb el mineral es podia saber la posició del Sol en cas de boira o núvols, que al nord d'Europa és tant freqüent.
Els colors de la iolita varien des del blau safir o el blau - lila fins al gris groguenc o el blau cel. A vegades aquesta varietat s'utilitza com un substitut del safir més barat. Un altre nom per a la iolita és steinheilita, per Fabian Steinheil, el governador militar rus de Finlàndia qui va descriure que el mineral no era quars sinó un altre mineral.

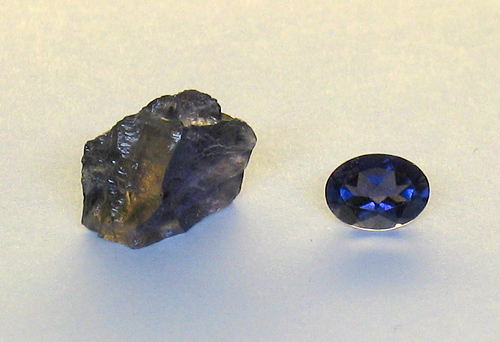
Iolita
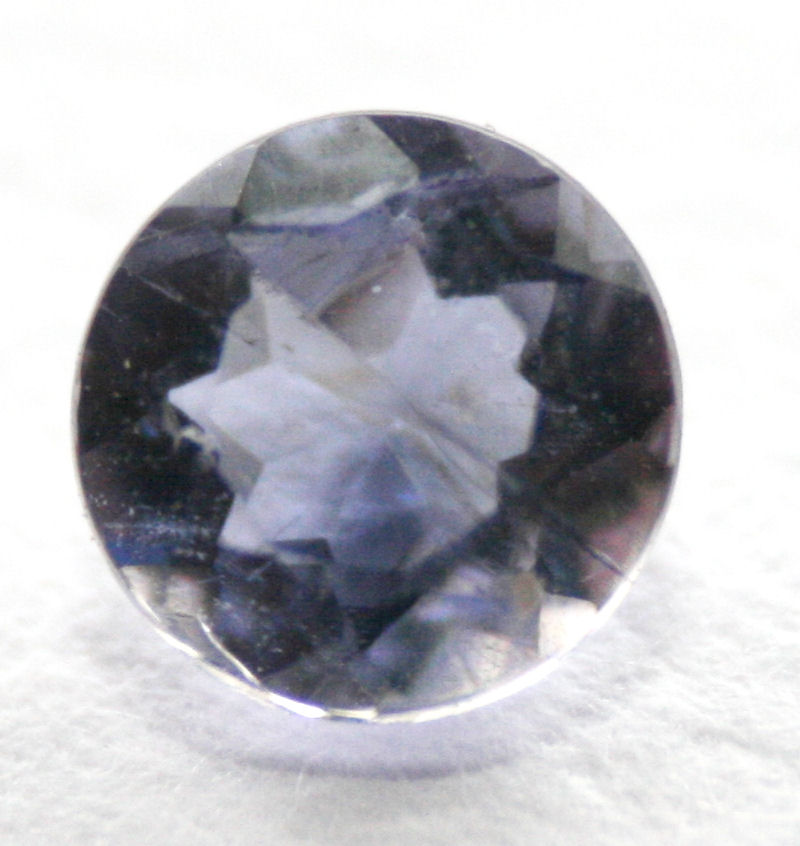
Iolita tallada
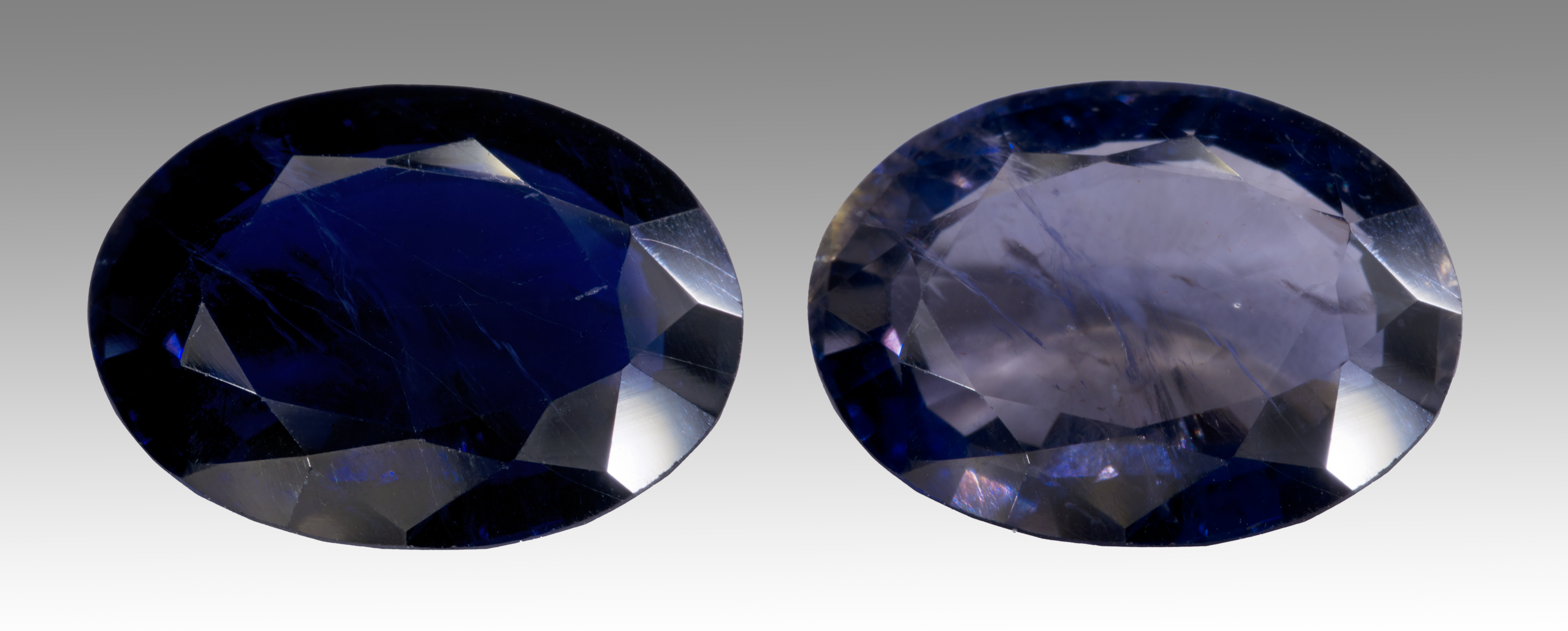
Pleocroisme de la cordierita